# Trolejbusy w Landskronie
Trolejbusy w Landskronie – system komunikacji trolejbusowej w szwedzkim mieście Landskrona.
Trolejbusy w Landskronie uruchomiono 27 września 2003. Uruchomiona jedna linia łączy stary dworzec kolejowy z nowym oddanym do użytku w 2001. W mieście działa jedna zajezdnia trolejbusowa, która jest oddalona nieco od trasy i pozbawiona sieci trakcyjnej.
Linia trolejbusowa zastąpiła na tej trasie linię autobusową nr 3 i tak jest oznaczona linia trolejbusowa.

## Tabor
Trolejbusy jakie jeżdżą po Landskronie to produkty Solarisa Solaris Trollino 12 w liczbie 5 sztuk. Do 2010 eksploatowano tylko trzy trolejbusy. Trolejbus zakupiony w 2010 wyposażono w silnik spalinowy, a zakupiony w 2013 – w baterie zapewniające zasilanie na odcinkach pozbawionych sieci trakcyjnej. Każdy z trolejbusów ma imię:
- 6990 Else-Len
- 6991 Ella
- 6992 Elvira
- 6993 Ellen
- 6994 Elvis